# 长春中路街道
长春中路街道是中华人民共和国新疆维吾尔自治区乌鲁木齐市新市区下辖的一个街道办事处。

## 行政区划
长春中路街道下辖以下村级行政区划单位：
长春北路社区、新盛社区、锦秀社区、锦程社区、海宝社区、万盛社区、天津路社区、新和社区、长河社区、长治路社区。